# 出水地域 (熊本市)
出水（いずみ）は、熊本市の地名。静かな住宅地が広がっている。本項目では、国府（こくぶ）地域についても解説する。

## 沿革
奈良時代に、肥後国の国府（託麻国府）が建設されたが、その後発展することは無く、近世まで農村であった。その後、出水村の熊本市編入後、郊外の住宅地化に伴い、この周辺も宅地化していった。現在は、マンション・住宅などが立ち並び、長溝団地などを抱える東部地区有数の住宅街となっている（出水・白山・出水南・砂取校区の合計推計人口は41764人）。
2012年4月1日からは、熊本市の政令指定都市移行により、ほぼ全域中央区となったが、東側にあたる四丁目の一部は東区となった。

## 周辺
- ゆめタウンはません （田迎地区）
- 水前寺江津湖公園 （出水地区）

## 教育施設
- 熊本市立出水小学校
- 熊本市立出水南小学校
- 熊本市立出水中学校
- 熊本市立出水南中学校
- 熊本国府高等学校
- 熊本市立白山小学校（国府・白山地区）

## 交通

### 鉄軌道
- JR九州：豊肥本線
  - 国府の北端境に新水前寺駅（所在地は白山）がある。
- 熊本市交通局（熊本市電健軍線）：A系統・B系統） 
  - 出水の域内北側に水前寺公園、市立体育館前の両電停がある。
  - 国府の域内北側には新水前寺駅前（JR新水前寺駅に接続）、国府の両電停がある。

### バス
- 熊本都市バス、産交バス、熊本バス、電鉄バス
  - 電車通りおよび出水ふれあい通り、八王寺通りに通る。

### 道路
- 熊本県道28号熊本高森線（電車通り）- 域内北側を通る。
- 国道57号（熊本東バイパス） - 域内南側を通る。